# 近賀由香里

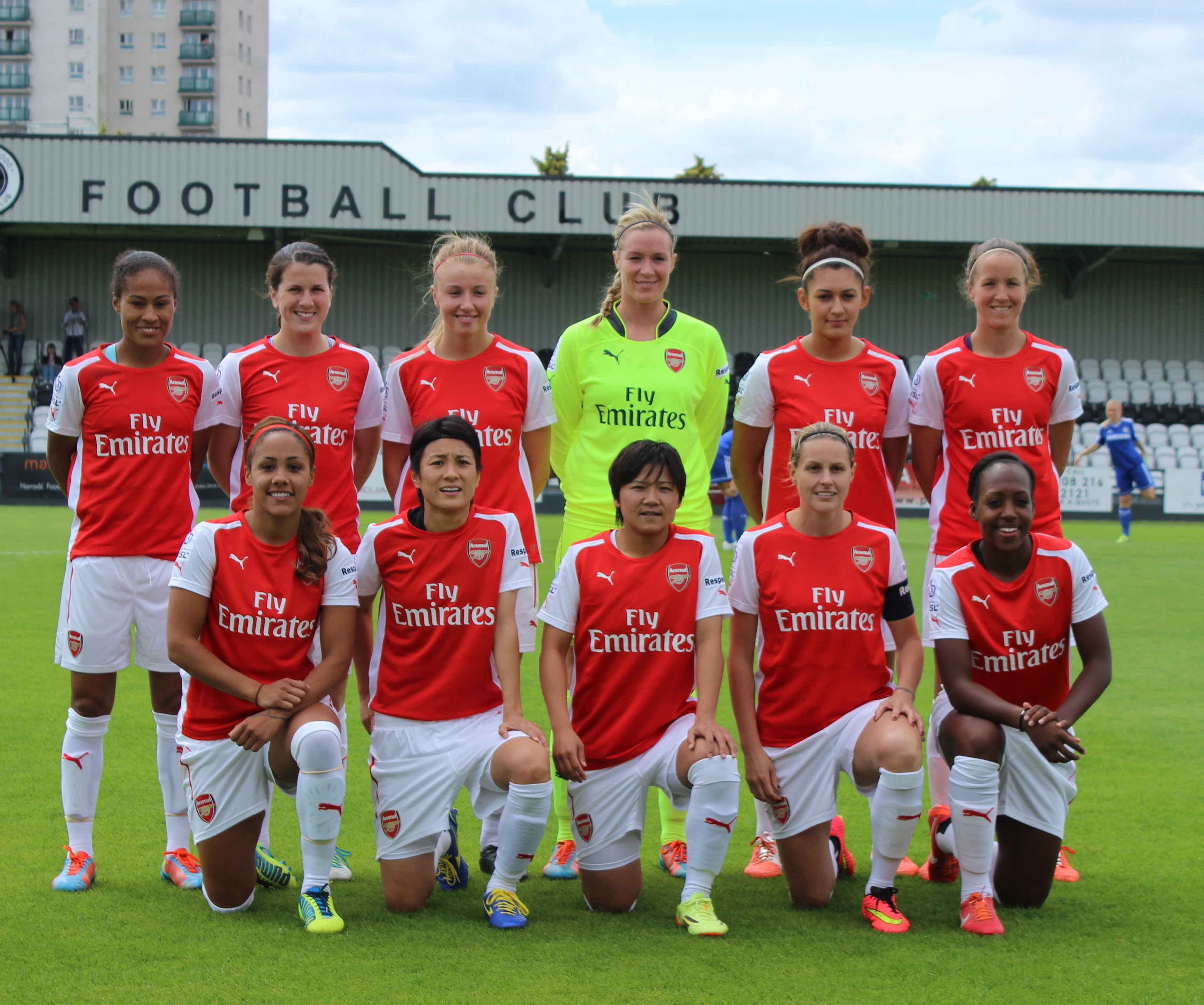
2014年

近賀ゆかり（日语：／ Kinga Yukari1984年5月2日—），日本女子足球運動員，目前效力於L聯賽的INAC神戶雌獅，位置後衛及中場。神奈川縣橫濱市出身，湘南學院高等學校、日本體育大學體育學科畢業。獲得過第15回L聯賽（2003年）的新人獎，也曾代表日本參加2007年女子世界盃足球賽、2011年女子世界盃足球賽與2008年奧運會、2012年奧運會，其中2011年女子世界盃日本奪下史上首座冠軍，2012年奧運會則是全部6場賽事踢完全場，最終獲得銀牌。

## 來歷
小學三年級時，因為受到比自己年長4歲的哥哥影響，進入了東汲澤足球俱樂部踢球，並入選男女混合隊伍，開啟了足球生涯。升上橫濱市立戶塚中學校後，經由其他學校教練的介紹，加入女子足球名門「橫須賀海鷗」。當時她的位置是前鋒，直到轉入聯賽後才改變。在當時，為球隊連續兩年獲得全國大會冠軍、以及一年季軍的成績作出貢獻。畢業後，與隊中的搭檔矢野喬子進入湘南學院高等學校女子足球隊，並在期間球隊替學校奪得高校選手權大會兩座亞軍。在15歲時，她就入選了日本女子U-18，之後也於各年齡別代表隊成為在場上活躍的主力球員。到高校三年級，入選日本女子U-20代表隊，參加在印度果阿邦舉行的2002年亞足聯U19女子青年錦標賽，並獲得冠軍。同年8月，再次入選代表隊，參與U19女子世界盃，最終日本止於半準決賽卒業後。同年12月，首次被選入國家隊，參加相關的訓練。
還在日本體育大學體育學部在學時，2003年加入日視美人，該年以22場聯賽出賽20場，並攻入6個進球的成績，獲得年度新人獎。2004年，以中場位置的身分進入2004年奧運會的代表隊預備名單，但未入選。隔年2005年3月29日，在友誼賽對上澳洲時首次代表國家隊先發上場。另外，她在大學一、三年級時，也曾參加2003年與2005年的夏季世界大學生運動會，團隊奪得一銀一銅。
2007年，以後衛位置參加2007年女子世界盃足球賽，在面對阿根廷的比賽時幫助攻入決勝進球，讓永里優季在補時階段絕殺對手，這也是日本在該屆賽會的唯一一場勝利。隔年2008年奧運會，她全部比賽完整全場上陣，努力地面對較為陌生的防守方面，並積極從側翼製造機會，在第三戰對上挪威，在第31分鐘打入生涯首個國家隊進球，並且傳出一助攻，幫助日本5比1逆轉大勝挪威。2010年，在國家隊攻入了兩個進球。
2011年1月，在經過8年之後，與澤穗希、大野忍、南山千明轉隊至INAC神戶雌獅。同年7月，以邊後衛的身分在2011年女子世界盃足球賽全部完整出賽，並有一助攻的紀錄，能於球門危急之際及時解圍，並積極參與攻擊與堅實的守備表現，幫助日本獲得冠軍。隔年2012年，於2012年奧運會全部比賽完整出賽，最終獲得銀牌。
2012年12月22日，皇后杯準決賽對上浦和紅鑽女子隊的比賽中，上半場第25分鐘時因為右膝受傷退場，檢查結果為前十字韌帶斷裂以及半月板嚴重損傷，需要6個月時間治療。

## 成績
| 球隊         | 賽季     | 聯賽 | 聯賽 | 盃賽 | 盃賽 | 聯賽盃 | 聯賽盃 | 總計 | 總計 |
| 球隊         | 賽季     | 出賽 | 進球 | 出賽 | 進球 | 出賽   | 進球   | 出賽 | 進球 |
| ------------ | -------- | ---- | ---- | ---- | ---- | ------ | ------ | ---- | ---- |
| 日視美人     | 2003     | 20   | 6    | 4    | 4    | -      | -      | 24   | 10   |
| 日視美人     | 2004     | 14   | 7    | 4    | 1    | -      | -      | 18   | 8    |
| 日視美人     | 2005     | 18   | 6    | 5    | 2    | -      | -      | 23   | 8    |
| 日視美人     | 2006     | 14   | 2    | 3    | 3    | -      | -      | 17   | 5    |
| 日視美人     | 2007     | 21   | 3    | 4    | 0    | 2      | 1      | 27   | 4    |
| 日視美人     | 2008     | 20   | 0    | 4    | 1    | -      | -      | 24   | 1    |
| 日視美人     | 2009     | 21   | 3    | 4    | 0    | -      | -      | 25   | 3    |
| 日視美人     | 2010     | 18   | 3    | 1    | 0    | 6      | 1      | 25   | 4    |
| 日視美人     | 總計     | 146  | 30   | 29   | 11   | 8      | 2      | 183  | 43   |
| INAC神戶雌獅 | 2011     | 16   | 1    | 4    | 0    | -      | -      | 20   | 1    |
| INAC神戶雌獅 | 2012     | 18   | 2    | 3    | 0    | 5      | 0      | 26   | 2    |
| INAC神戶雌獅 | 總計     | 34   | 3    | 7    | 0    | 5      | 0      | 46   | 3    |
| 生涯總計     | 生涯總計 | 180  | 34   | 36   | 11   | 13     | 2      | 249  | 46   |

## 國家隊生涯

### 國家隊進球
| 國家隊進球 | 國家隊進球    | 國家隊進球 | 國家隊進球 | 國家隊進球 | 國家隊進球 | 國家隊進球               |
| #          | 日期          | 地點       | 對手       | 比分       | 結果       | 賽事                     |
| ---------- | ------------- | ---------- | ---------- | ---------- | ---------- | ------------------------ |
| 1.         | 2008年8月12日 | 中國上海   | 挪威       | 1-1        | 1-5        | 2008年奧運會             |
| 2.         | 2009年8月1日  | 法國蒙塔日 | 法國       | 0-3        | 0-4        | 友誼賽                   |
| 3.         | 2010年2月6日  | 日本調布   | 中國       | 2-0        | 2-0        | 2010年東亞女子足球錦標賽 |
| 4.         | 2010年5月8日  | 日本松本   | 墨西哥     | 1-0        | 4-0        | 友誼賽                   |
| 5.         | 2012年4月1日  | 日本仙台   | 美国       | 1-0        | 1-1        | 麒麟盃                   |

## 外部連結
- 近賀由香里在国际奥林匹克委员会的资料
- 近賀由香里 – FIFA國際賽競賽紀錄 (存檔)
- 近賀由香里的Instagram帳戶
- 近賀ゆかり|INAC神戸レオネッサ （页面存档备份，存于）